# Hódmezővásárhely
Hódmezővásárhely (maďarsky  ˈ hoːdmɛzøːvašárhej, německy Neumarkt an der Theiß, rumunsky Ionești, slovensky Trhovište pri Segedíne, chorvatsky Vašrelj) je město v jihovýchodním Maďarsku, druhé největší sídlo župy Csongrád-Csanád a jedno z největších měst země, které nemají status regionálního centra. Nachází se asi 20 km severovýchodně od Segedína, s nímž je propojen vlakotramvají. Území města se rozkládá na ploše 487,98 km². V roce 2019 zde žilo přes 43 300 obyvatel a patřilo tak mezi 25 největších maďarských měst. Ačkoliv není župním městem, má status města s župním právem.

## Název

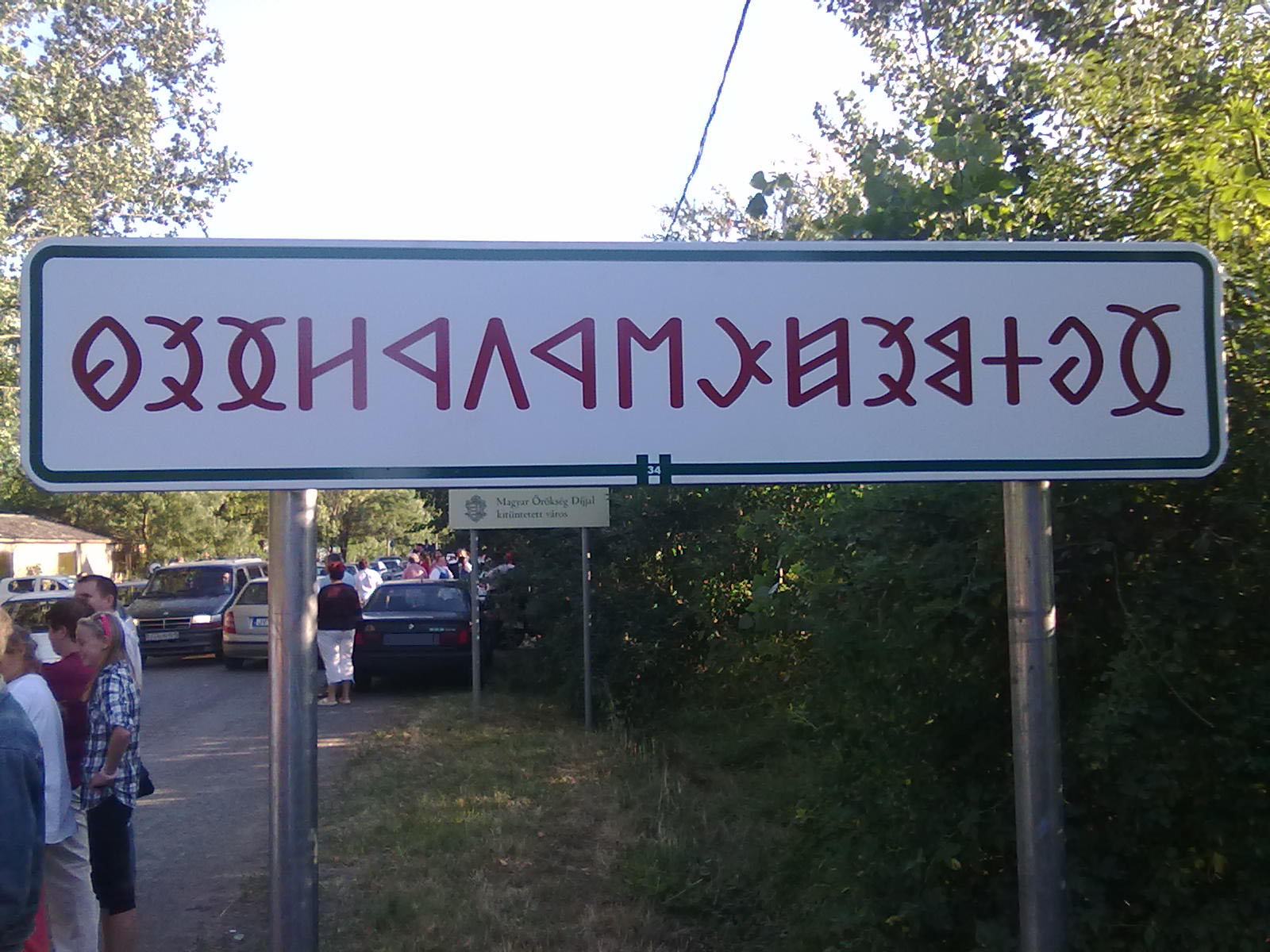
Název města v rovasu

Stejně jako v případě řady maďarských měst je název složený z několika slov a v překladu znamená „Trhy na Bobřím poli“. Bobr pochází od Bobřího jezera, které se zde původně nacházelo; jedná se o starší toponymum než název obce. První uvedená část (Hód-) je doložena již z 13. století, později je zaznamenána podoba s příponou -vasárhely. Složka -vásár- („trh“) odkazuje na bývalý status města jako města s tržním právem, tedy právem pořádat trhy. Tento status byl velmi rozšířen v oblasti Uherska, resp. Zalitavska do první světové války.
Do jihoslovanských jazyků bylo převzato ve zkrácené podobě jako Vašarelj. V maďarském jazyce se tato kratší podoba užívá jen zřídka nebo lokálně, neboť je možná záměna s městem Marosvásárhely (Târgu Mureș) v dnešním Rumunsku nebo jinými městy s touto příponou.

## Podnebí a klima
V roce 2022 zde byla naměřena rekordní teplota během léta, a to 41,5 °C.

## Historie
Na místě dnešního města existovalo ve středověku několik vesnic. Předchůdce dnešní osady vznikl ve 14. století sloučením dvou vesnic z období vlády dynastie Arpádovců Hód a Vásárhely. V roce 1432 je doložena první písemná zmínka o existenci Hódmezővásárhely. János Hunyadi zde pravděpodobně postavil pevnost (nejspíše v místech současných kasáren), rozsáhlé majetky mu zde přidělil tehdejší král Zikmund Lucemburský.
V roce 1456 získaly status města s tržním právem (maďarsky mezőváros) Rozvoj malého sídla byl přerušen v 15. a 16. století tureckým vpádem. Pod osmanskou nadvládu se město dostalo roku 1542. Řada okolních vesnic byla vypálena, např. Fecskés, Földvár, Solt a Szőlős byly zcela zničeny v roce 1566. Do konce 16. století ještě lehly popelem další vesnice Batida, Csomorkány, Férged, Gorzsa, Körtvélyes, Mágocs, Pereskutas, Rárós, Rétkopáncs, Sámson a Tótkurostas. Místní sedláci hledali útočiště, a nalezli ho právě v této obci, alespoň po nějakou dobu.
Turecké záznamy evidovaly v roce 1557 celkem 135 domů, v roce 1570 již ale tři stovky. Z administrativního hlediska bylo město po nějakou dobu součástí aradského sandžaku (podle dnes rumunského města Arad). V závěru 17. století, když se turecká nadvláda nad Uhrami chýlila ke konci, zasáhla město opět válka a ničení. V roce 1683 byly Hódmezővásárhely vypáleny a obyvatelé se rozutekli. Osada byla obnovena až o šest let později. V roce 1690 Thökölyho vojáci zpustošili město a vyhnali koho mohli, včetně stád dobytka místních. V roce 1699 do zničeného města přišli uprchlíci z Szabadszálláse. Roku 1701 zde bylo již napočítáno přes stovku rodin.
Obnova města se mohla uskutečnit díky tomu, že kvalitní hlína a jíl z různých zátok a břehů byly využívány k výrobě pálených cihel.

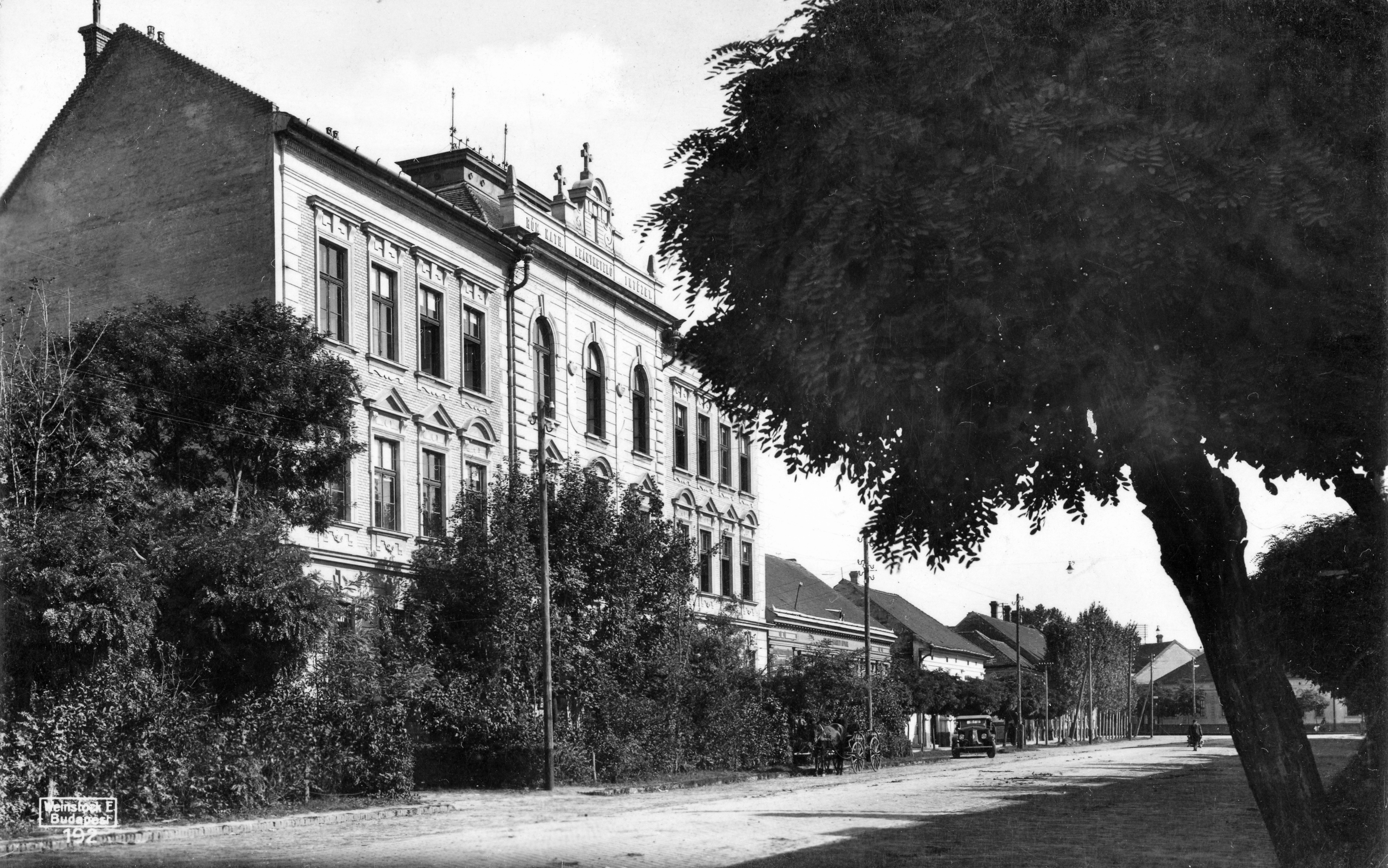
Město v roce 1929

V roce 1772 bylo postaveno místní gymnázium (v závěru 19. století potom přesídlilo do nové budovy). Produkce byla rostoucí nejprve u pšenice a kukuřice a později u dobytka. Dobře se dařilo rybolovu, ten však omezila regulace řeky Tisy v 19. století. Ještě podle mapy z prvního vojenského mapování protékalo rameno s názvem Nová Tisa k jižnímu okraji města (k ulici Tóalj utca). Rozšiřovalo se do podoby nápadných jezer obklopovaných lužními lesy. Nahradil ji pouhý odvodňovací kanál (Kis-Tiszai csátorna), jak ukazují mapy druhého vojenského mapování z 60. let 19. století. Nové části města vznikly na vysušené ploše později, mají nápadnou pravoúhlou síť ulic. Zanikla také některá jezera na severním okraji města, jako např. Csúcs-tó nebo Hattyss-tó.
V letech 1816 a 1817 se na území města dostěhovali Rumuni z oblasti dnešního Sedmihradska, které vyhnala neúroda a hlad. Příchod nových obyvatel znamenal změnu statistiky nejen po jazykové, ale i po náboženské stránce, neboť se umocnil ortodoxní prvek. Město po dlouhou dobu vlastnila šlechtická rodina Károlyů. Získala jej nedlouho po Rákócziho povstání na počátku 18. století. [zdroj?] Obyvatelstvo bylo v této době především kalvinistického vyznání.
Železnice města dosáhla roku 1870. Její význam byl hlavně dán tím, že běžné cesty byly rozblácené, ve špatném stavu a těžko použitelné. Městská práva získaly Hódmezővásárhely v roce 1873 v období rychlé urbanizace a růstu počtu obyvatel. Hlavním průmyslem, který zde vzkvétal, byl potravinářský. V této době zde stálo celkem sedm parních mlýnů. I přes to však stále většina obyvatelstva pracovala hlavně v zemědělství. Vzhledem k tomu, že v závěru 19. století byly jedním z mála měst, které měly gymnázium široko daleko, sem začaly dojíždět studenti z bližších i vzdálenějších oblastí. Kromě Rumunů se jednalo také i o Srby z území dnešní Vojvodiny.

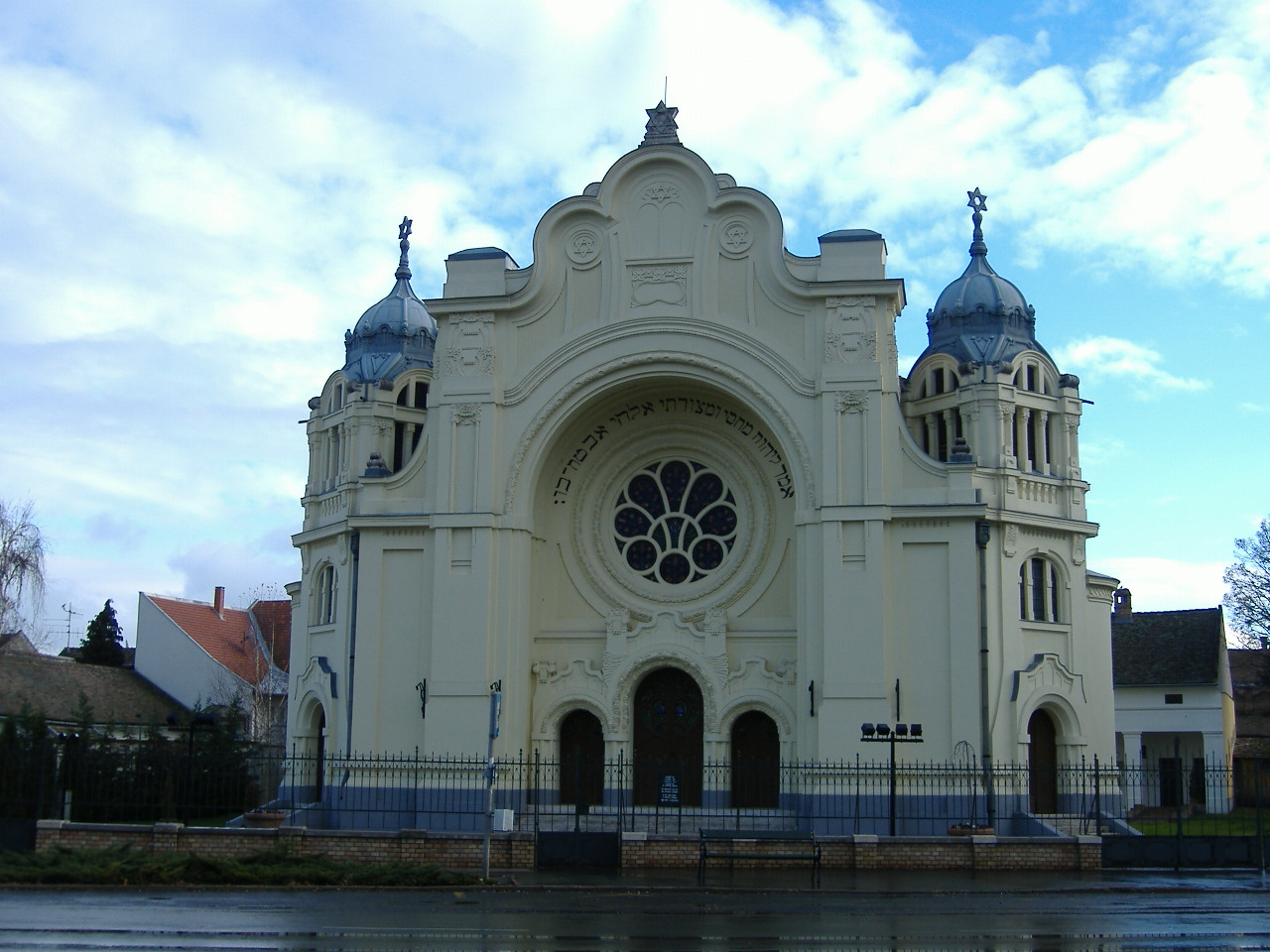
Místní synagoga

Po povodni z roku 1879, která zničila nedaleký Segedín, bylo rozhodnuto i zde postavit protipovodňovou zeď. Ta se do dnešní doby dochovala a je chráněna jako kulturní památka. V této době také vznikla řada historických domů, např. budova Fekete Sas v centru města, kde se od roku 1898 pořádala první filmová představení
Během 20. století se město vyprofilovalo jako centrum potravinářského průmyslu. Co do růstu počtu obyvatel však zaznamenalo vzestupy i pády, které způsobily jak války, tak i společenské změny. Po první světové válce bylo jako nově příhraniční město okupováno nejprve francouzskou a poté rumunskou armádou. Po jejím stažení byla všeobecně rozšířená chudoba a hlad a ve městě platil přídělový systém.
Jen na počátku století bylo 70 % obyvatel města zaměstnáno v zemědělství. Minimální rozvoj zaznamenávalo město v oblasti průmyslu. Mezi větší stavby, které byly v okolí města realizovány, byly zavlažovací, resp. odvodňovací kanály. Těsně před první světovou válkou se začala ukazovat stagnace místního hospodářství a nedostatek perspektivy v dalším rozvoji města. Sándor Bródy posměšně označil Hódmezővásárhely v roce 1909 za vesnickou Paříž. Meziválečné období městu nepřineslo větší rozkvět; byly dokončeny nicméně některé infrastrukturní investice, rozšířena byla např. místní nemocnice a vydlážděny některé ulice. Hódmezővásárhely se nicméně ale v této době podstatně zadlužily.
Prvotní nadšení z připojení některých oblastí zpět Maďarsku (např. nedaleké Jugoslávie) brzy vystřídala tvrdá realita, v rámci níž byli místní lidé povoláváni do bojů na východní frontě. V závěru války zde nebylo zřízeno ghetto, přestože tak maďarská vláda (po nástupu strany Šípových křížů) žádala. Přesto však před příchodem Rudé armády docházelo např. k procesům s domnělými komunisty (zatčeno bylo okolo osmdesáti lidí). V červnu 1944 zde byly uskutečněny deportace Židů do vyhlazovacích táborů. Rudá armáda dosáhla města v říjnu 1944.
V letech 1950 až 1961 bylo hlavním městem župy Csongrád. V druhé polovině 20. století vyrostla nová panelová sídliště na ploše, kde se dříve nacházely lužní lesy a ramena Tisy. Název sídliště Hód-tó na jedno ze zaniklých jezer odkazuje. Část této plochy byla zalesněná a dnes se zde nachází navštěvovaný lesopark s názvem Kása-erdő.
V roce 2006 zde bylo otevřeno muzeum Emlékpont, věnované období existence Maďarské lidové republiky.
V roce 2009 bylo město zvoleno Municipalitou roku (maďarsky Az év települese). V roce 2012 zde byly otevřeny nové pěší zóny ve středu města, které doplnily obnovené kulturní instituce.

## Obyvatelstvo
Žije zde asi 43 700 obyvatel, což je podobný počet jako na počátku 20. století, kdy město patřilo mezi nejlidnatější v Uhersku. Až do roku 1900 zde počet obyvatel rostl; dosáhl maxima asi 51 000. Poté stagnoval a po roce 1980 opět klesá. Po roce 2000 ztratilo město zhruba deset procent obyvatel; důvodem je jak stárnutí populace tak i vystěhovávání. Město představuje cca 11 % obyvatelstva Csongrádské župy.
Věkové složení obyvatelstva se vyvazuje v neprospěch práceschopného obyvatelstva. Na začátku roku 2011 tvořili lidé ve věku do 19 let 20 % populace, nad 60 let poto 24 %. Poměr pohlaví je nerovnoměrný, protože na 1 000 mužů připadá 1 085 žen. V roce 2017 zde činila průměrná délka dožití při narození u mužů 72,9 let a u žen 79 let.
Podle sčítání lidu z roku 2011 se 3 % obyvatel města, tedy 1 292 osob, hlásilo k národnostní menšině. Jednalo se převážně o menšinu německou, srbskou a romskou.
Podle údajů ze sčítání lidu z roku 2011 se naprostá většina (51,4 %) místních obyvatel, kteří se hlásili k náboženské komunitě, považovala za římské katolíky. Kromě toho byla významným kostelem ve městě také reformovaná obec (39,8 %). K místní luteránské komunitě se hlásilo 1,8 % obyvatel.

## Administrativní dělení

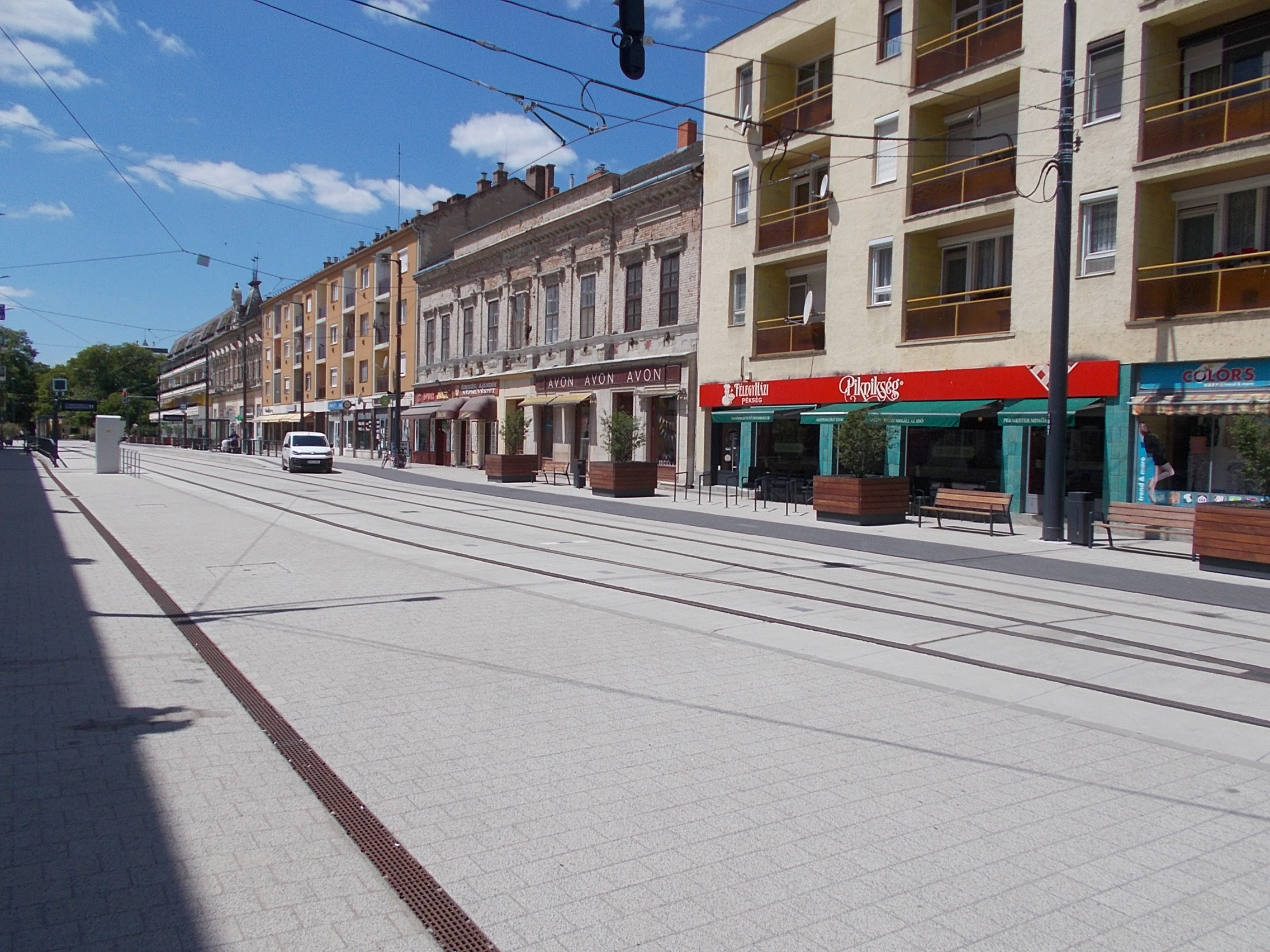
Andrássyho třída

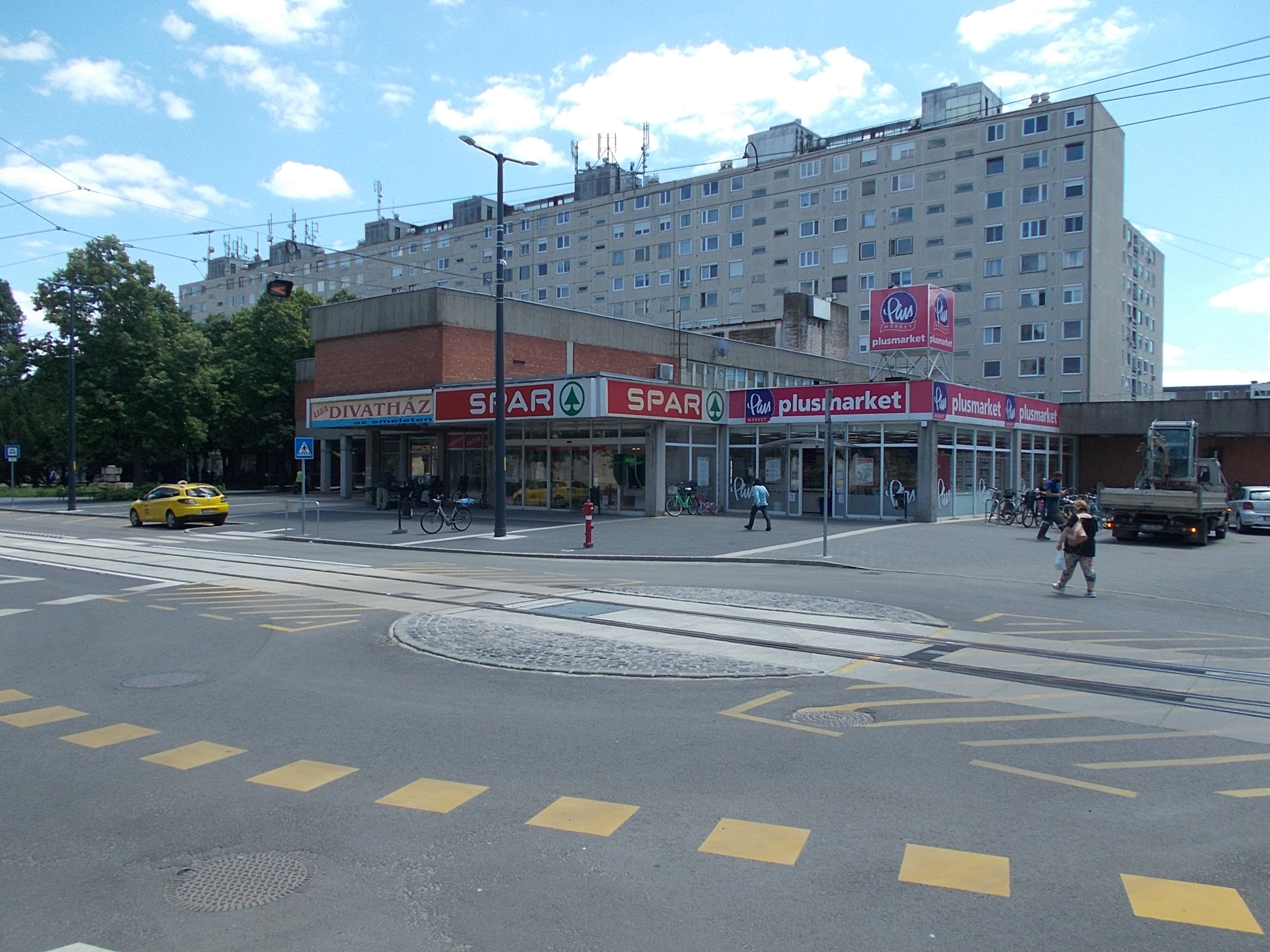
Panelové domy

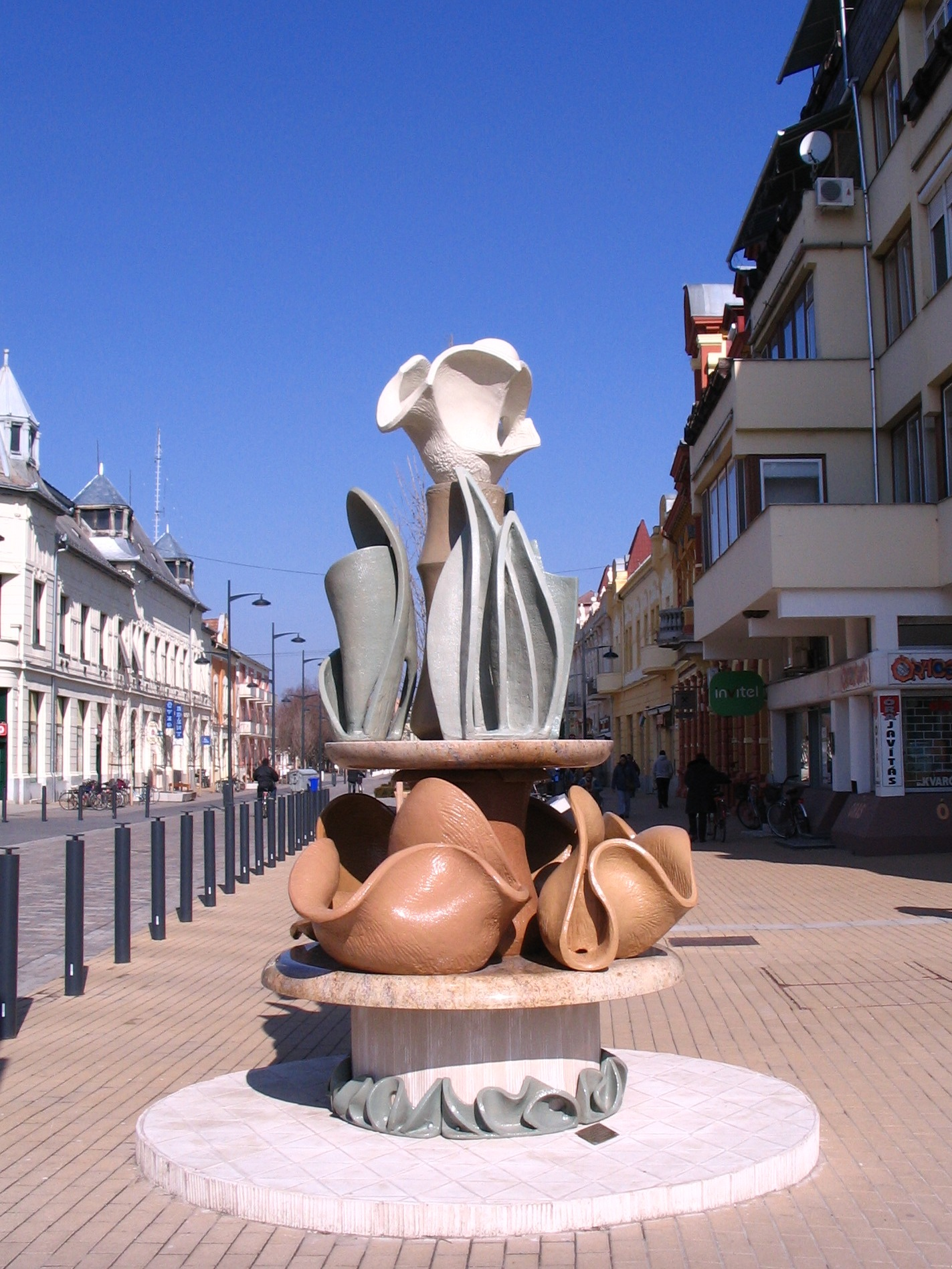
Keramická socha ve středu města

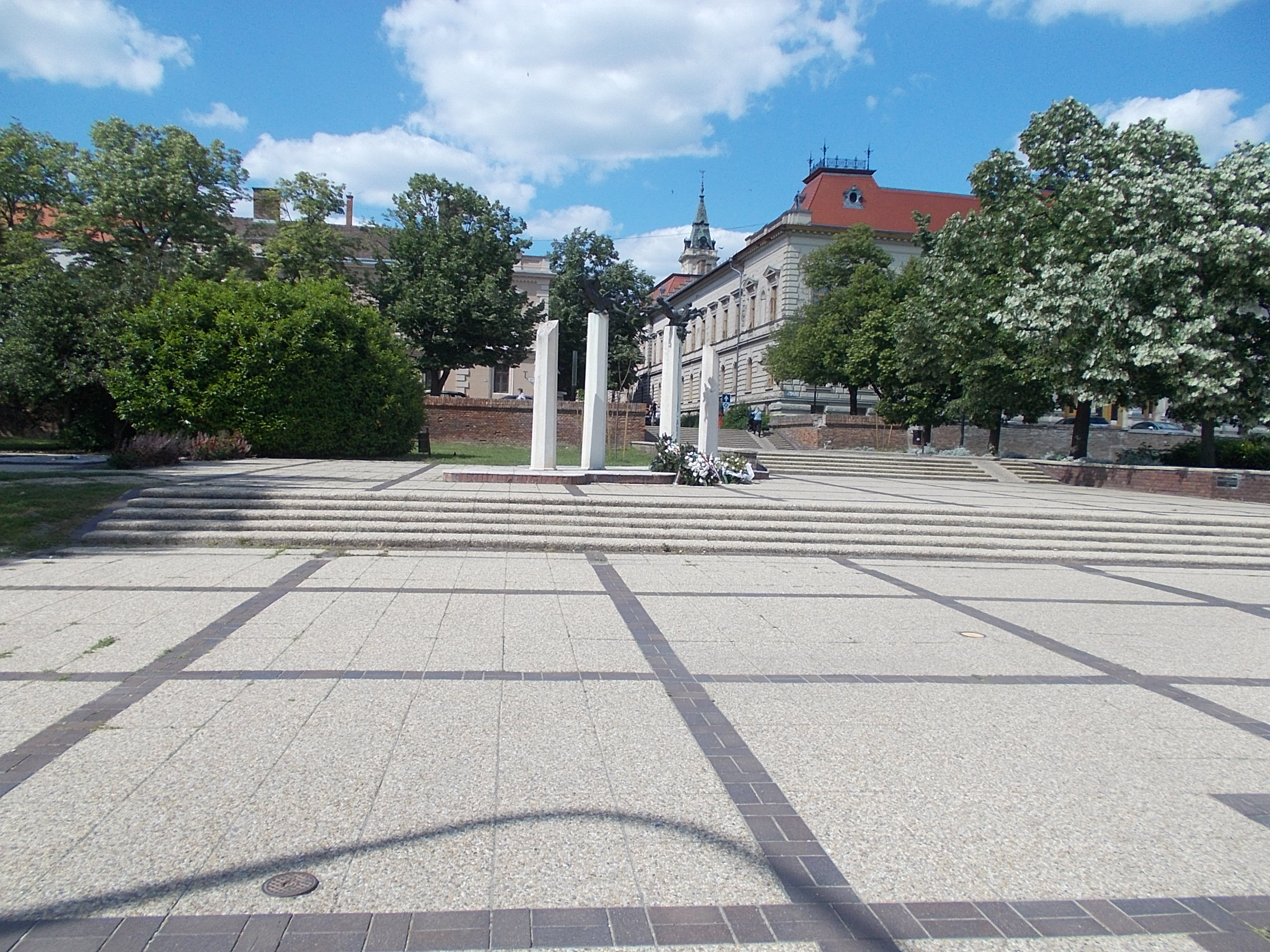
Památník obětem druhé světové války na Náměstí hrdinů

Město se dělí na následující místní části:
- Béke-telep
- Belváros (Staré město)
- Csúcs
- Hód-tó
- Kertváros
- Kincses-telep
- Kishomok
- Tabán
- Tarján
- Susán
- Újváros (Nové město)

## Ekonomika
V Hódmezővásárhely se nachází dvě průmyslové oblasti; severní v místní části Béke-telep v blízkosti obytných oblastí a v jihovýchodní části, která se postupně rozšiřuje, neboť není obklopena souvislejším osídlením ani kvalitní zemědělskou půdou.

## Kultura
Město je bohaté na archeologické vykopávky.[zdroj?] Sídlí zde galerie Alföldi Galéria (v budově starého gymnázia) a Muzeum Jánose Tornyai, dále zemědělské muzeum. Významné je rovněž Kulturní centrum Ference Besseneyei. Nachází se zde rovněž Muzeum holocaustu a od roku 2009 i muzeum paměti, věnované dějinám Maďarské lidové republiky (Emlékpont).
Mezi zajímavé kulturní památky patří také Károlyho dům, panské sídlo z počátku 18. století, které nese název po stejnojmenné rodině. Dochován je rovněž i secesní dům důstojníků (maďarsky Kaszinó).
Místní historickou budovu radnice vyprojektoval architekt Miklós Ybl. Ta stojí, stejně jako řada dalších historických domů (např. společenský dům Fekete Sas), na Kossuthově náměstí.
V Hódmezővásárhely se nachází také řeckokatolický kostel, který vznikl v barokním stylu. V obdobném vznikl také kostel sv. Trojice na starém městě (na Andrássyho ulici. Na ulici Dr. Rapscásk András utca stojí rovněž i srbský pravoslavný kostel, který byl postaven roku 1792.

## Doprava
Městem prochází silnice celostátního významu č. 47, která vede ze Segedína do Békéscsaby. Ta město obchází po severním obchvatu. Dále sem směřuje silnice č. 45 z města Szentes. Nejbližší dálnice se nacházejí jihozápadně od města v Segedíně, a to M5 a M43.
Kromě hlavní železniční trati, která je vedena ve stejném směru (trať č. 130), vedou do Hódmezővásárhely i dvě trati regionální, a to z Makó a Szentese.
Od roku 2021 má město také tramvajovou trať, která prochází jeho historickým středem a končí na místním nádraží. Jedná se o část tramvajové sítě nedalekého Segedína. Tramvaje využívají železniční trať pro meziměstskou dopravu.
Jižně od města se nachází malé letiště se zatravněnou ranvejí.

## Turistika
Navštěvována je místní pláž, termální koupaliště (např. Gyarmati Dezső Sportuszoda v centru města) a sportovní koupaliště. Hódmezővásárhely má deset bazénů – tři vnitřní a sedm otevřených.

## Zdravotnictví
Ve městě se nachází Alžbětínská nemocnice (maďarsky Erzsébet Kórház).

## Osobnosti
- Katalin Juhászová (* 1932), šermířka, olympionička
- József Gyuricza (1934-2020), šermíř, olympionik
- Zsigmond Szathmáry (* 1939), varhaník, klavírista, skladatel a dirigent
- Péter Márki-Zay (* 1972), politik
- Éva Risztov (* 1985), olympijská vítězka 2012 ve vytrvalostním plavání
- Ákos Kecskés (* 1996), fotbalista
- Sándor Gaál, lékař[4]

## Partnerská města
- Arad, Rumunsko
- Baia Mare, Rumunsko
- Baja, Maďarsko
- Haarlemmermeer, Nizozemsko
- Hatvan, Maďarsko
- Hechingen, Německo
- Kelmė, Litva
- Kiskunhalas, Maďarsko
- Ózd, Maďarsko
- Oblastní rada Tamar, Izrael
- Senta, Srbsko
- Sokobanja, Srbsko
- Solotvina, Ukrajina
- Vallauris, Francie
- Zgierz, Polsko